# کاروانسرای خانه سرخ
کاروانسرای خانه سرخ مربوط به دوره قاجار است و در ۶۰ کیلومتری شمال شرق سیرجان در مسیر جاده واقع شده و این اثر در تاریخ ۹ فروردین ۱۳۷۸ با شمارهٔ ثبت ۲۲۸۲ به‌عنوان یکی از آثار ملی ایران به ثبت رسیده است.